# Löschlanze

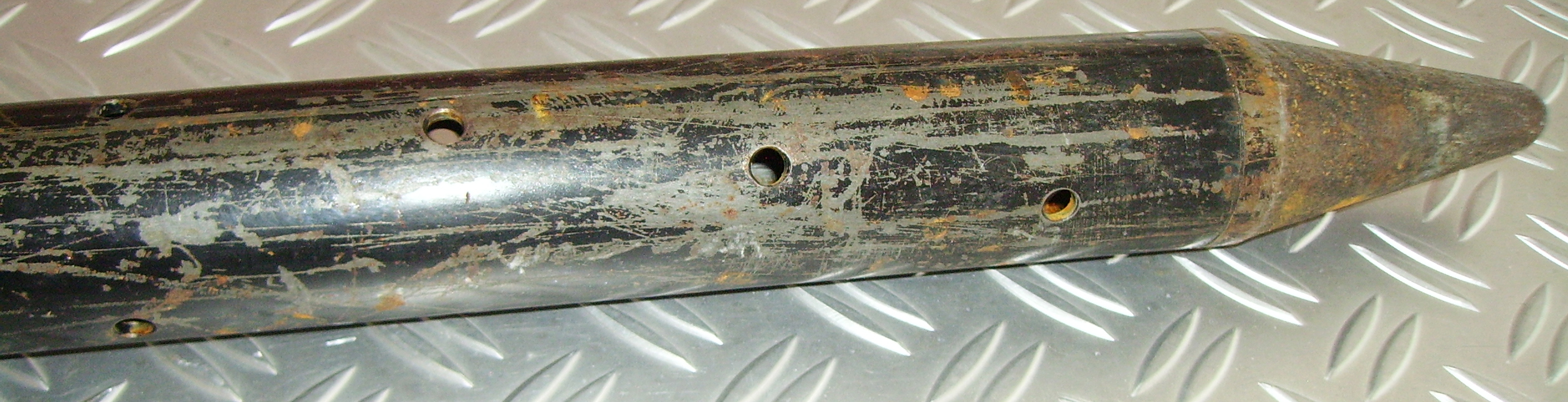
In der Nahaufnahme sind die Austrittsöffnungen an der Spitze der Löschlanze gut erkennbar

Eine Löschlanze ist ein spezielles Strahlrohr bei der Feuerwehr. Sie ermöglicht es, Brände in schwer zugänglichen Stellen zu erreichen. Diese gehört der Gruppe der wasserführenden Armaturen zur Wasserabgabe an.

## Bauweise

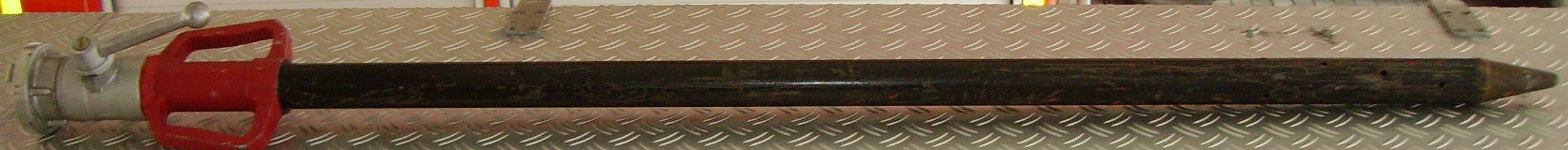
Löschlanze

Technisch gesehen sind Löschlanzen sehr einfach aufgebaut. Sie bestehen im Wesentlichen nur aus einem 1,5–3 m langen, stabilen Metallrohr mit einem Absperrorgan.
In der Rohrspitze sind 12 bis 16 Löcher mit einem Durchmesser zwischen 4 und 7 mm spiralförmig angeordnet, die einen feinen Wassernebel entstehen lassen.

## Löschnagel
Der Löschnagel (auch Nebelnagel, fognail) ist eine Art Löschlanze mit einer speziell gehärteten Schlagfläche. Er bietet die Möglichkeit, die Lanze mit einem Hammer durch Wände oder Türen zu treiben. Dadurch können Brände in Innenräumen von außen bekämpft werden. Ziel ist es hierbei, die Gefahr für die Feuerwehrleute zu reduzieren und einen schnellen und effektiven Einsatz zu gewährleisten, indem keine großen Öffnungen – etwa durch das Öffnen von Türen – geschaffen werden, um das Feuer zu löschen, denn dies würde dem Feuer mehr Sauerstoff zuführen. Stattdessen wird nur eine Öffnung geschaffen, die dem Durchmesser des Löschnagels entspricht. Der Löschnagel wurde in den 1980er Jahren in Schweden entwickelt.

## Anwendungsgebiete
Löschlanzen ermöglichen es, Brände in schwer zugänglichen Stellen zu erreichen. Darunter fallen Brände in Hohlräumen mit engen Spalten (z. B. Zwischendecken, Versorgungsschächte).
Weiter können sie bei schwelenden Heu- und Strohstapeln, Spänebunkern, Kohlen- und Müllhalden eingesetzt werden. Sie finden dort heutzutage allerdings nur noch selten Verwendung, da aufgrund neuer Löschtechniken (Wasser mit Netzmitteln, Kohlendioxid etc.) und verminderter Einsatzmöglichkeiten (z. B. durch zu fest gepresste Strohballen, zusammengelegte und zentralisierte Müll- und Schutthalden) der Bedarf stark gesunken ist.
Beim Einsatz von Löschnägeln kann die Gefahr einer Rauchgasexplosion stark verringert werden.
So kann beispielsweise ein erster Löschangriff mit einer Löschlanze, die durch die Tür einer brennenden Wohnung geschlagen wird, gestartet werden, ohne dass Fenster oder Türen geöffnet werden müssen. So erhalten die Flammen keine neue Frischluftzufuhr und der Brand kann durch die feine Verteilung des Wassers sehr effektiv bekämpft werden. Da durch den Einsatz eines Löschnagels die betreffende Tür nicht geöffnet werden muss, werden angrenzende Räume nicht verraucht. Dies verhindert Rauchschäden und erhöht die Sicherheit der noch im Gebäude befindlichen Personen. Jedoch ist das Einschlagen der Löschlanzen nur bei Holztüren bis zu einer gewissen Stärke möglich.
Weitere Einsatzmöglichkeiten sind z. B. die Errichtung von Wasserwänden, die bei Großbränden das Ausbreiten des Feuers auf noch nicht betroffene Gebäudeteile verhindern (Riegelstellung).
Neuerdings nutzen einige Flughafenfeuerwehren und Werkfeuerwehren der Industrie löschlanzenähnliche Geräte. Dabei ist die Löschlanze oder auch Piercing Unit genannt, an einem Teleskop-Gelenk-Arm, dem HRET (High Reach Extentable Turret) angebracht. Die Lanze kann durch Flugzeugaußenhäute oder Gebäudewände getrieben werden (Aluminiumblech 4 mm, Stahlblech 2,5 mm, GFK 12 mm), um deren Innenraum mit Wasser zu fluten.
In der Schifffahrt wird erfolgreich der Einsatz von Löschlanzen bei Bränden an Bord auf Containern angewendet.
Auch für das Löschen von Elektroautos kommen zum Teil spezielle Löschlanzen (E-Löschlanzen) zum Einsatz, die die benötigte Wassermenge reduzieren sollen, indem der Lithium-Ionen-Akku durch den Wasserstrahl gezielt durchgekühlt wird. Die Nutzung entsprechender Löschlanzen wird allerdings sowohl von der für die Feuerwehren zuständigen Unfallversicherung, als auch von den Fahrzeugherstellern kritisch gesehen.

## Varianten
Es gibt auch die angemeldete Idee eines Universal-Löschgerätes für Tunnel-, Hallen-, Wald- und Autobahngroßbrände. Der Vorteil des Gerätes ist, dass das Löschwasser mit großem Druck auch über weite Entfernungen (z. B. über 200 Meter) direkt auf den Brandherd gespritzt werden kann, ohne dass sich ein Feuerwehrangehöriger in der Gefahrenzone aufhalten muss. Die Rohre werden mittels Kupplungen jeweils verlängert. Auch kann ein langes Löschrohr (z. B. auf einem Gusseisenfahrgestell) von einem gepanzerten, gekühlten Sonderfahrzeug vor sich her an den Brandherd geschoben werden. Dort kann mit großem Druck über eine fernsteuerbare Löschdüse das Feuer gelöscht werden. Bei möglichen Explosionen ist der Feuerwehrangehörige damit auch weit genug entfernt, so dass gefährliche Verletzungen ausgeschlossen werden können. Das Sonderfahrzeug ist mit einem Wassertank versehen oder schleppt den Wasserschlauch hinter sich her, was ggf. vom Einheitsführer bestimmt wird.